# Курмон (Ен)
Курмон (фр. Courmont) насеље је и општина у североисточној Француској у региону Пикардија, у департману Ен (Пикардија) која припада префектури Шато Тјери.
По подацима из 2011. године у општини је живело 110 становника, а густина насељености је износила 11,16 становника/km². Општина се простире на површини од 9,86 km². Налази се на средњој надморској висини од 173 метара (максималној 227 m, а минималној 139 m).

## Демографија
| 1962. | 1968. | 1975. | 1982. | 1990. | 1999. | 2011. |
| ----- | ----- | ----- | ----- | ----- | ----- | ----- |
| 126   | 137   | 133   | 113   | 106   | 113   | 110   |

График промене броја становника у току последњих година